# Jean Grave
Jean Grave (Le Breuil-sur-Couze, Auvernia, Francia, 16 de octubre de 1854-Vienne-en-Val, Centro, 8 de diciembre de 1939) fue un importante activista en el movimiento anarquista francés, de oficio artesano zapatero. Estuvo involucrado con la publicación de Élisée Reclus Le Révolté. Inicialmente era un socialista, se convirtió en anarcocomunista después de 1880 y fue un popularizador de las ideas de Piotr Kropotkin.

## Biografía
Nació en una familia pobre en Auvergne. Su familia se trasladó a París en 1860, donde comenzó a estudiar con sus hermanos. En 1892 escribió La société mourante et l'anarchie («La sociedad moribunda y la anarquía»), una continuación de las ideas anarcocomunistas kropotkinianas, prologada por Octave Mirbeau, por lo que fue condenado a dos años de prisión acusado de promover saqueos, asesinato, robo, incendio, etc. Mirbeau, al igual que Élisée Reclus, Paul Adam, Bernard Lazare testificaron en nombre de Grave, pero fue en vano recibiendo una condena de dos años de prisión y una multa de 1000 francos.
Grave fue condenado en el juicio de los treinta, celebrado en París en 1894 contra el movimiento anarquista y en pro de restringir la libertad de prensa.
En 1895 comenzó la publicación de Les Temps Nouveaux, que fue influyente en los círculos artísticos y literarios de la época. Muchos artistas famosos (como Aristide Delannoy, Maximilien Luce, Paul Signac, Alexandre Steinlen, Théo van Rysselberghe, Camille Pissarro, Van Dongen, George Willaume, etc) ilustraron y ayudaron a financiar la publicación. También escribió Las aventuras de Nono, una historia de ficción libertaria para niños, para ser utilizado en escuelas modernas de España y América Latina, después de una traducción de Anselmo Lorenzo. El libro fue mucho menos popular en Francia.
En 1914 Grave se unió a Kropotkin en Inglaterra, y fue objeto de la ira de los anarquistas antibelicistas debido a su firma de la Proclamación de los 16, que apoyó a los Aliados durante la Primera Guerra Mundial I.
Grave también escribió Le Mouvement libertaire sous la IIIe République.
Por su guardia vigilante de la "doctrina pura" comunista libertaria recibió críticas por parte de varios libertarios como Victor Serge y Rirette Maîtrejean, del círculo en torno al periódico L'anarchie de Albert Libertad, que le acusan de sectarismo.

## Obras
1. La société mourante et l'anarchie (1892)
2. Les aventures de Nono (1901)
3. La colonisation (1912)